# Fatumtasa
Fatumtasa is een bestuurslaag in het regentschap Timor Tengah Utara van de provincie Oost-Nusa Tenggara, Indonesië. Fatumtasa telt 889 inwoners (volkstelling 2010).